# Atletismo nos Jogos Pan-Americanos de 1967 - Revezamento 4x400 m masculino
A prova do revezamento 4x400 m masculino nos Jogos Pan-Americanos de 1967 foi realizada em Winnipeg, Canadá.

## Medalhistas
| Ouro                                                                     | Prata                                                              | Bronze                                                              |
| USA Estados Unidos Vince Matthews Emmett Taylor Elbert Stinson Lee Evans | CAN Canadá Bill Crothers Brian MacLaren Ross MacKenzie Bob McLaren | JAM Jamaica Clifton Forbes Michael Fray Alex McDonald Neville Myton |

### Final
| Posição           | Nação                 | Nomes                                                      | Tempo   | Notas |
| ----------------- | --------------------- | ---------------------------------------------------------- | ------- | ----- |
| Medalha de ouro   | USA Estados Unidos    | Vince Matthews, Emmett Taylor, Elbert Stinson, Lee Evans   | 3:02.03 |       |
| Medalha de prata  | CAN Canadá            | Bill Crothers, Brian MacLaren, Ross MacKenzie, Bob McLaren | 3:04.83 |       |
| Medalha de bronze | JAM Jamaica           | Clifton Forbes, Michael Fray, Alex McDonald, Neville Myton | 3:05.99 |       |
| 4                 | PER Peru              |                                                            | 3:09.97 |       |
| 5                 | COL Colômbia          |                                                            | 3:10.41 |       |
| 6                 | TRI Trinidad e Tobago |                                                            | 3:10.82 |       |
| 7                 | MEX México            |                                                            | 3:11.51 |       |